# در اعماق (فیلم ۱۹۳۶)
در اعماق (فرانسوی: Les Bas-fonds‎) یک فیلم فرانسوی است که در سال ۱۹۳۶ توسط ژان رنوآر ساخته شد.